# Walter Vinson
Walter Vinson, ook wel Walter Vincson of Walter Vincent (Bolton, 2 februari 1901 - Chicago, 22 april 1975), was een Amerikaanse bluesmuzikant (zang, gitaar) en songwriter. Hij was lid van The Mississippi Sheiks, werkte samen met Bo Chatmon en zijn broers en schreef mee aan de bluesstandard Sitting on Top of the World. Hij is ten onrechte bekend als Walter Vincson of Walter Vincent. Hij nam soms op als Walter Jacobs, met de meisjesnaam van zijn moeder.

## Biografie
Reeds als kind was Vinson muzikant en speelde hij bij feesten en dansevenementen. Hij trad zelden alleen op, maar maakte regelmatig deel uit van een duet, trio of groep.
Hij werkte samen met Son Spand, Rubin Lacey en Charlie McCoy in de vroege tot midden jaren 1920. In 1928 vormde hij samen met Lonnie Chatmon de Mississippi Sheiks. De Sheiks en aanverwante groepen, zoals de Mississippi Mud Steppers, de Mississippi Hot Footers en de Blacksnakes, namen in de eerste helft van de jaren 1930 ongeveer honderd kanten op, waaronder originele composities (waarschijnlijk van Vinson) zoals The World Is Going Wrong en I've Got Blood in My Eyes for You (1931) (beide opgenomen door Bob Dylan) of het actuele Sales Tax (1934). Vinson beweerde op een ochtend Sitting on Top of the World te hebben gecomponeerd, nadat hij had gespeeld op een witte dans in Greenwood (Mississippi).
Nadat de Sheiks in 1933 uit elkaar gingen, verplaatste Vinson zich door de Verenigde Staten en nam hij op met verschillende muzikanten, waaronder Leroy Carter en Mary Butler. Hij verhuisde van Jackson (Mississippi) naar New Orleans en uiteindelijk naar Chicago. Tegen het midden van de jaren 1940 waren zijn optredens in bluesclubs afgenomen. Na een lange onderbreking verscheen hij in 1960 weer als artiest. Hij speelde op muziekfestivals en nam het volgende decennium nog meer nummers op, voordat het begin van de verharding van zijn slagaders zijn openbare optredens beknotte. Een slechte gezondheid dwong hem in 1972 naar een verpleeghuis in Chicago te verhuizen.

## Overlijden
Walter Vinson overleed in april 1975 op 74-jarige leeftijd in Chicago. Hij werd begraven op het Holy Sepulchre Cemetery in Alsip, Illinois, in een graf dat tot 2009 ongemarkeerd bleef.
In 2004 werden de Mississippi Sheiks opgenomen in de Mississippi Musicians Hall of Fame. Sitting on Top of the World werd in 2008 opgenomen in de Grammy Hall of Fame.
In 2009 bracht een concert, geproduceerd door Steve Salter van de non-profitorganisatie Killer Blues, geld op om een grafsteen op het graf van Vinson te plaatsen. Het concert werd gehouden in het Howmet Playhouse Theatre in Whitehall (Michigan) en bevatte de bluesmuzikanten Thomas Esparza en Lonnie Blonde. Het evenement was een succes en in oktober 2009 werd een steen geplaatst.
- Bibliothèque nationale de France: cb13926206m (data)
- Gemeinsame Normdatei: 134547411
- International Standard Name Identifier: 0000 0000 8458 789X
- Library of Congress Control Number: no98108052
- MusicBrainz: b458da2f-7142-463e-b232-ea3f94c33934
- Virtual International Authority File: 95145969990832250445
- WorldCat: E39PBJrcpWVBkJpRhf4xTHrTHC